# Verlag Tobias Dannheimer
Der Verlag Tobias Dannheimer ist in Kempten (Allgäu) ansässig. Der Verlag geht auf eine Gründung im 18. Jahrhundert zurück und unterhält an vier Standorten Buchhandlungen (Kempten, Oberstdorf, Oberstaufen und Kaufbeuren) Bis 2013 bestand in Memmingen eine weitere Filiale.

## Geschichte

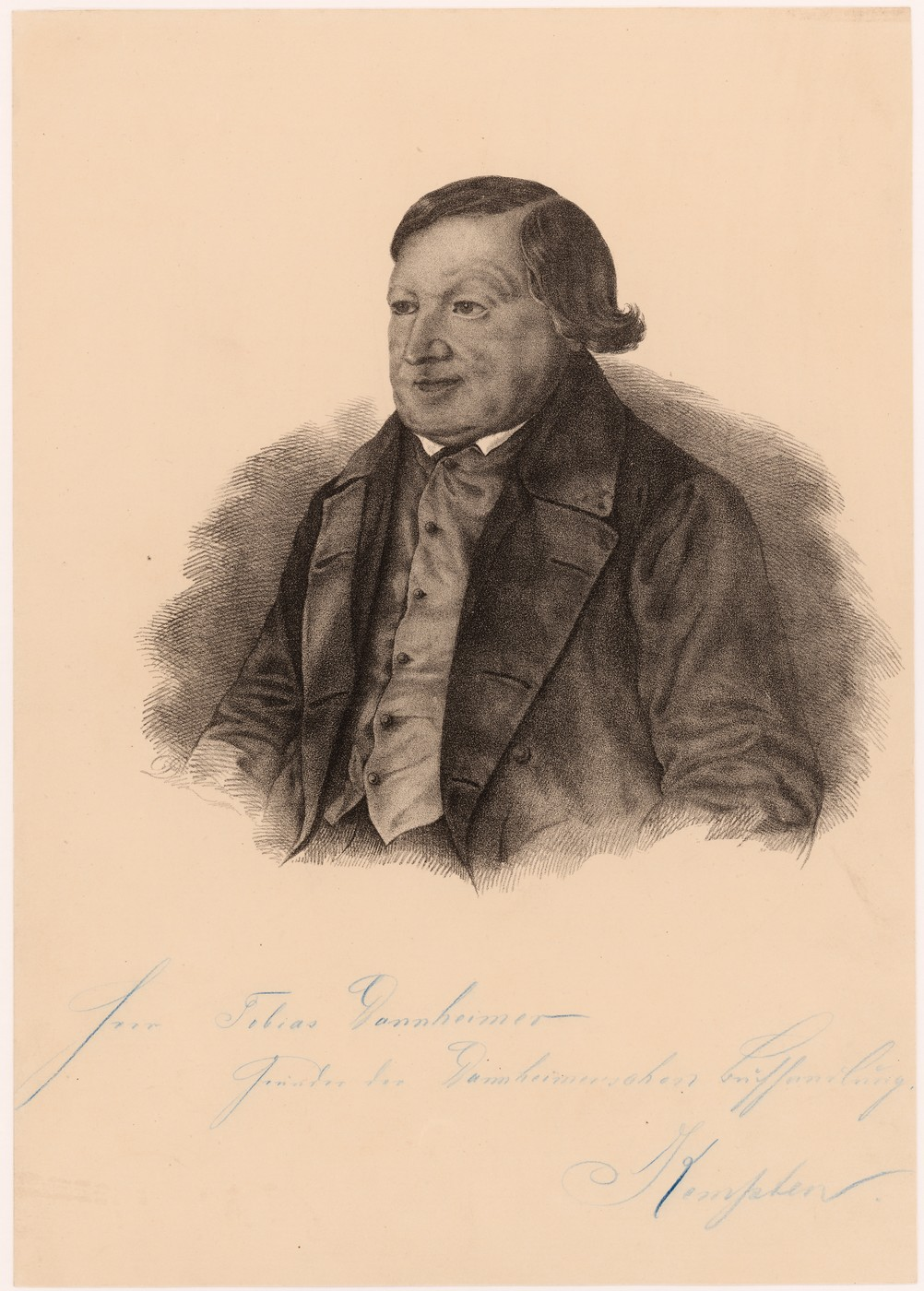
Verlagsgründer Tobias Dannheimer

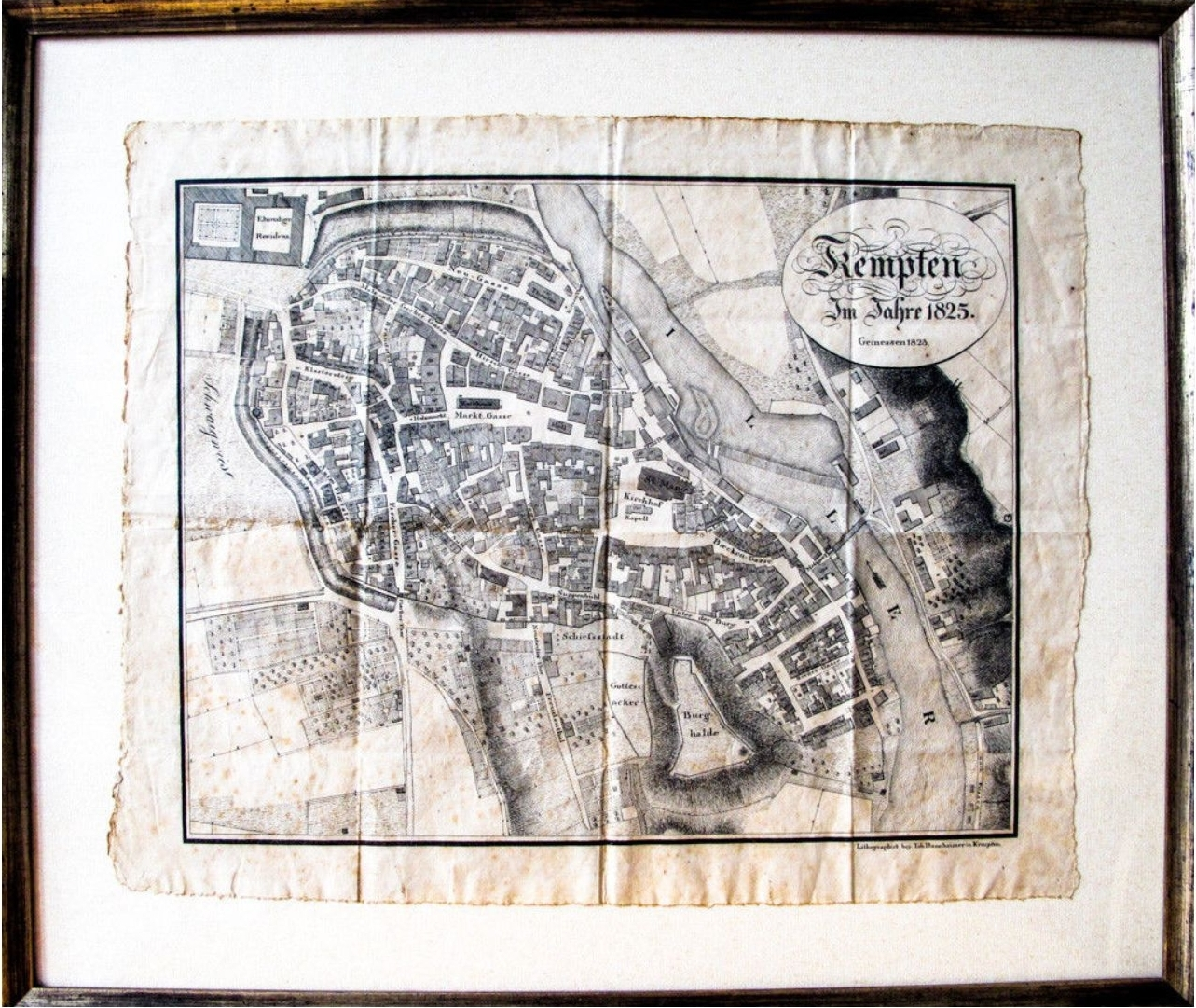
Stadtplan von Kempten (Allgäu) von Tobias Dannheimer (1825)

Die reichsstädtische Druckerei mit der Firmierung „Typographische Gesellschaft“ veröffentlichte ab 1784 die Neuesten Weltbegebenheiten, die erste Zeitung in Kempten, deren Nachfolgerin die Kemptner Zeitung wurde. Zehn Jahre später erwarb Tobias Dannheimer (1769–1861) die Druckerei mit dazugehöriger Buchhandlung.
Im Jahr 1813 wurde eine Steindruckerei für Lithographien eingerichtet. In den Jahren 1840/47 erschienen die zwei Bände Die Geschichte der gefürsteten Grafschaft Kempten von Johann Baptist Haggenmüller im Dannheimer-Verlag. 1861 verstarb der Gründer Tobias Dannheimer. 1916 erwarb Casimir Wassermann das Unternehmen, dessen Schwiegersohn und Buchhändler Karl Edele 1925 den Betrieb übernahm.
Gegen Ende des Zweiten Weltkriegs wurde der Betrieb amtlich stillgelegt und die Maschinen demontiert, um in Augsburg eine zerbombte Druckerei zu ersetzen. In der Nachkriegszeit wurde der Verlag bis 1948 durch Treuhänder und Pächter notdürftig fortgeführt. 1949 übernahm Karl Edele wieder und stellte seinen Nachfahren Herbert Edele 1953 als Buchhandelslehrling ein. In den Jahren 1960 bis 1975 erfolgten mehrfach Erweiterungen und Umbauten im Geschäftssitz in der Rathausstraße 5 in Kempten.
1963 übernahm Herbert Edele das Unternehmen. Im gleichen Jahrzehnt folgten Expansionen; so wurde die Kaufbeurer Buchhandlung Schön übernommen, die seit ihrem Umzug in neue Geschäftsräume Bücher Edele heißt. 1980 eröffnete der Taschenbuchladen mit der Adresse Fischerstraße 25 in Kempten.
Ab 1982 widmete sich das Unternehmen wieder der Verlagstätigkeit und publizierte den Titel „Kempten anno dazumal“ des Architekten Sepp Zwerch. Zu einer Umfirmierung zu einer Gesellschaft mit beschränkter Haftung kam es 1983. Ein Jahr darauf bezogen das Hauptgeschäft aus der Rathausstraße und der Taschenbuchladen seinen neuen Unternehmenssitz in der Bahnhofstraße in Kempten.
1989 erschien im Auftrag der Stadt Kempten die Fachpublikation Geschichte der Stadt Kempten. 1996 eröffnete Frank Edele, der 1992 Geschäftsführer geworden war, Buchhandlungen in Memmingen und Oberstdorf unter dem Namen Bücher Edele. Zur Jahrtausendwende wurde die Buchhandlung in der Bahnhofstraße von knapp 500 auf 1600 Quadratmeter Fläche ausgebaut und modernisiert. 2006 eröffnete Bücher Edele in Oberstaufen.
Die Filiale in Kaufbeuren soll zum 1. August 2019 schließen.

## Buchhandlungen
- Kempten (Allgäu)
- Kaufbeuren (bis 2019)
- Oberstaufen
- Oberstdorf
- Memmingen (bis 2013)